# 山田泰之 (映像ディレクター)
山田 泰之（やまだ やすゆき、1970年4月5日 - ）は、日本の映像ディレクター、映像プロデューサー、カメラマン、ライター。株式会社こころくらふと代表取締役。

## 来歴
1970年、タイ王国・バンコクに生まれる。自宅に8ミリ映画用の機材があったことをきっかけに、18歳から映像の道を志すようになる。慶應義塾大学文学部を中退後、東京工科専門学校に特待生として入学。同校を首席で卒業した後は、株式会社イマジカにチーフエディターとして在籍し、『スターどっきり（秘）報告』など地上波キー局の番組を担当した。
1998年より株式会社ジャパン・エンターテイメント・ネットワーク（JEN K.K.、現：ターナージャパン）の制作部に所属し、同社が運営する衛星放送チャンネルの映像のプロデューサー、ディレクター、ライターを担当。番組宣伝やアイキャッチなど、同チャンネル内で放映される映像の50%以上を制作した。
2006年夏に行われたカートゥーンネットワークのキャンペーン『ザ・川柳』のプロモーション映像を担当し、2007 Promax World Gold Awardにおいて、スタントプロモーション映像部門で日本人初かつ唯一のゴールド賞およびブロンズ賞を受賞。
2011年、映像制作やイベント事業を行う株式会社こころくらふとを設立。2025年現在も同社の代表取締役として活動中。

## 人物
- 座右の銘は「一に努力、二に努力、三四も努力、五も努力。」
- バイクや自動車の操縦を趣味とし、映像制作ではスタント経験も持つ他、『ミスター・バイク』などのバイク専門雑誌に掲載されたことがある。好きなメーカーはドゥカティ、ヤマハ、ポルシェ。

## 主な作品・担当番組

### テレビ番組
- スターどっきり（秘）報告
- ウッチャンナンチャンのやるならやらねば!
- 世界ウルルン滞在記

### JEN K.K. 所属時代
- カートゥーンネットワーク
- 旅チャンネル
- MONDO TV
- CNN

上記各局の番組宣伝、アイキャッチ、特別番組などを制作。

### 企業
- ねこいちさん（第一三共ヘルスケア）[4][出典無効]
- マテル・インターナショナル